# Citadela Autocratului
Citadela Autocratului (1982) (titlu original The Citadel of the Autarch) este un roman science-fantasy scris de Gene Wolfe. Este a patra și ultima carte din tetralogia Cartea Soarelui Nou.
Cartea continuă povestea lui Severian, ucenic al Ordinului Căutătorilor Adevărului și Penitenței (sau Ghilda Torționarilor, cum mai e cunoscut), descriind viața în război și călătoria către tronul Autocratului.

## Intriga
Severian își continuă periplul în căutarea Pelerinelor în zona de război. Într-o pădure dă peste un soldat mort, pe care îl readuce la viață cu ajutorul Ghearei, dar apoi este cuprins de febră. Cei doi sunt îngrijiți într-un lazaret din apropiere, condus de Pelerine.
Aici, Severian înțelege că Gheara nu l-a readus la viață doar pe soldatul mort, ci a adus în trupul său conștiința lui Jonas, întocmai cum în trupul său sălăsluiește acum și Thecla. Severian mediază un concurs de povești la care participă trei bărbați care vor să câștige mâna unei femei internate în lazaret, apoi încearcă să înapoieze Gheara Pelerinelor.
Acestea îl refuză, dar îl însărcinează cu misiunea de a-l aduce la ele pe Arhontele care locuiește în Ultima Casă, la două zile de mers de lazaret, astfel încât acesta să nu fie surprins de războiul care se apropie de acele locuri. Ajuns la destinație, Severian află că Arhontele este un călător temporal, la fel ca omul verde întâlnit de el cu ceva vreme în urmă. Ultima Casă se preumblă înainte și înapoi prin timp și, ca atare, nu poate fi atacată de războinici în cazul în care ar ajunge la ea.
Întorcându-se cu această veste, Severian găsește lazaretul devastat și pornește mai departe, alăturându-se uneia dintre multele armate care se luptă în acel război. Astfel, ajunge față în față cu Autocratul, care păstrează în el conștiințele miilor de Autocrați dinaintea sa. Nava lor este atacată de Vodalus, iar Autocratul își transferă conștiința în Severian înainte de a muri. Severian devine astfel noul Autocrat, purtând în el mii de conștiințe. El revine pe propriile urme, la Casa Absolută și apoi în Nessus, unde reformează Ghilda Torționarilor, apoi pornește în călătoria stelară de a aduce Soarele Nou.

## Premii
Citadela a câștigat premiul memorial John W. Campbell în 1984 și a fost nominalizat la premiile Nebula, BSFA și Locus în 1983.